# Metropolia di Serres e Nigrita

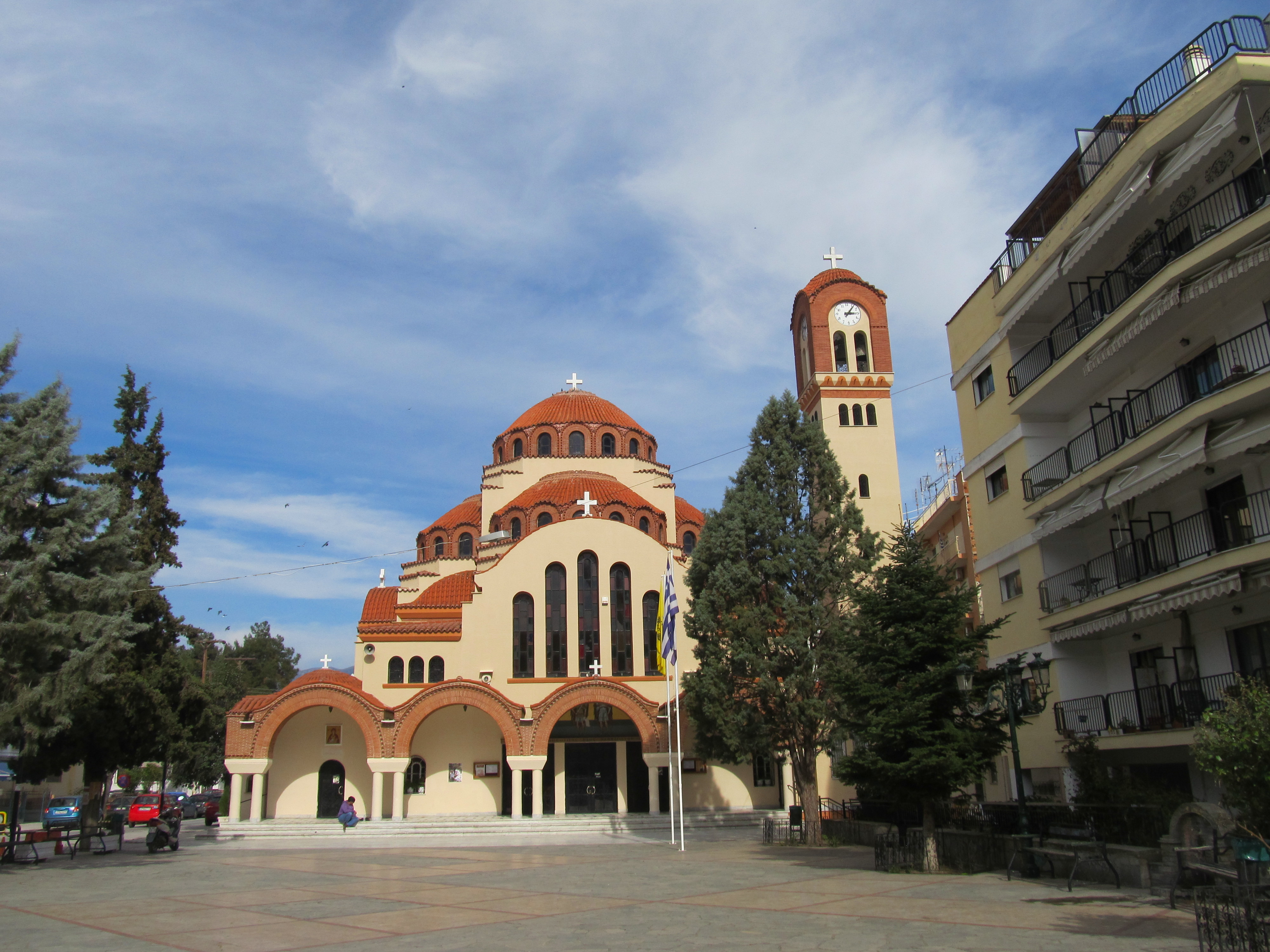
La cattedrale metropolitana dei Santi Tassiarchi di Serres.

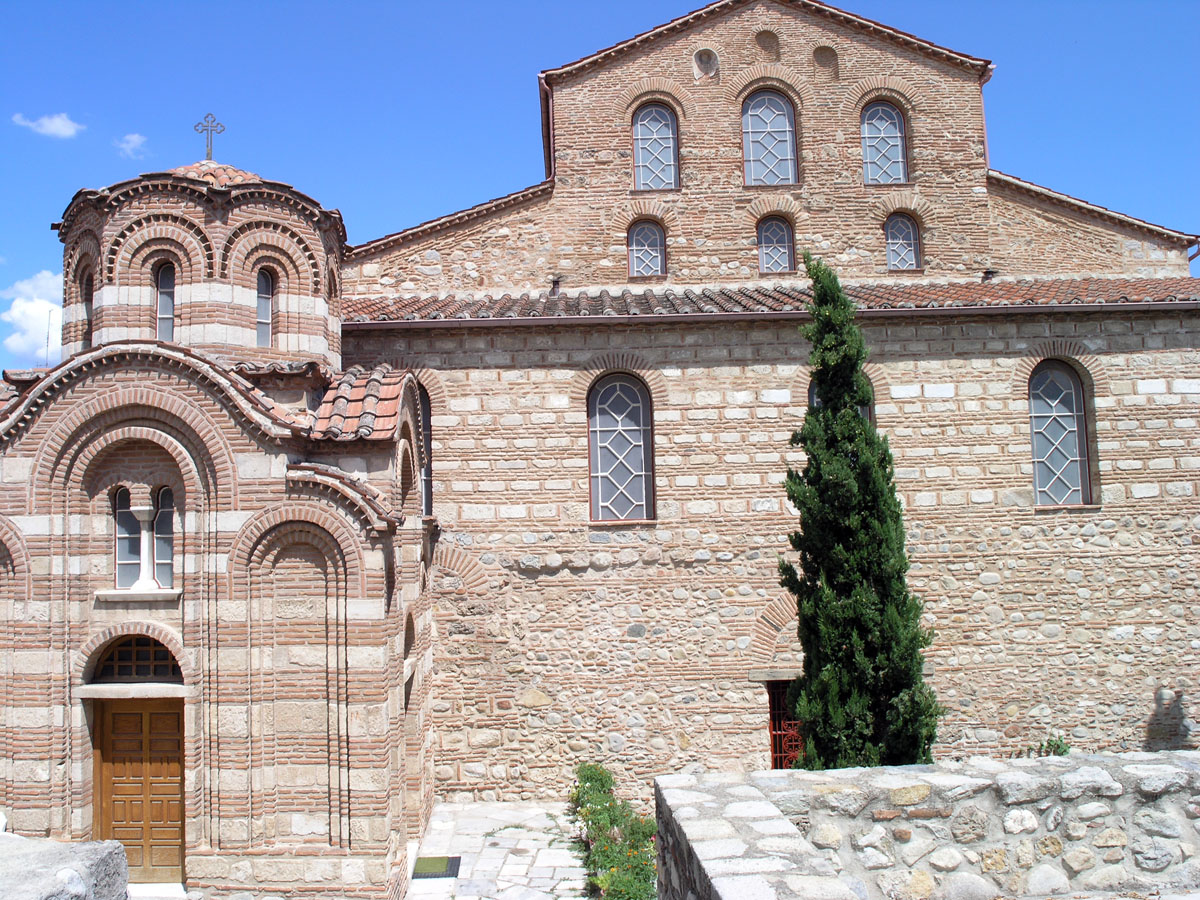
L'antica cattedrale di Serres, del XII secolo.

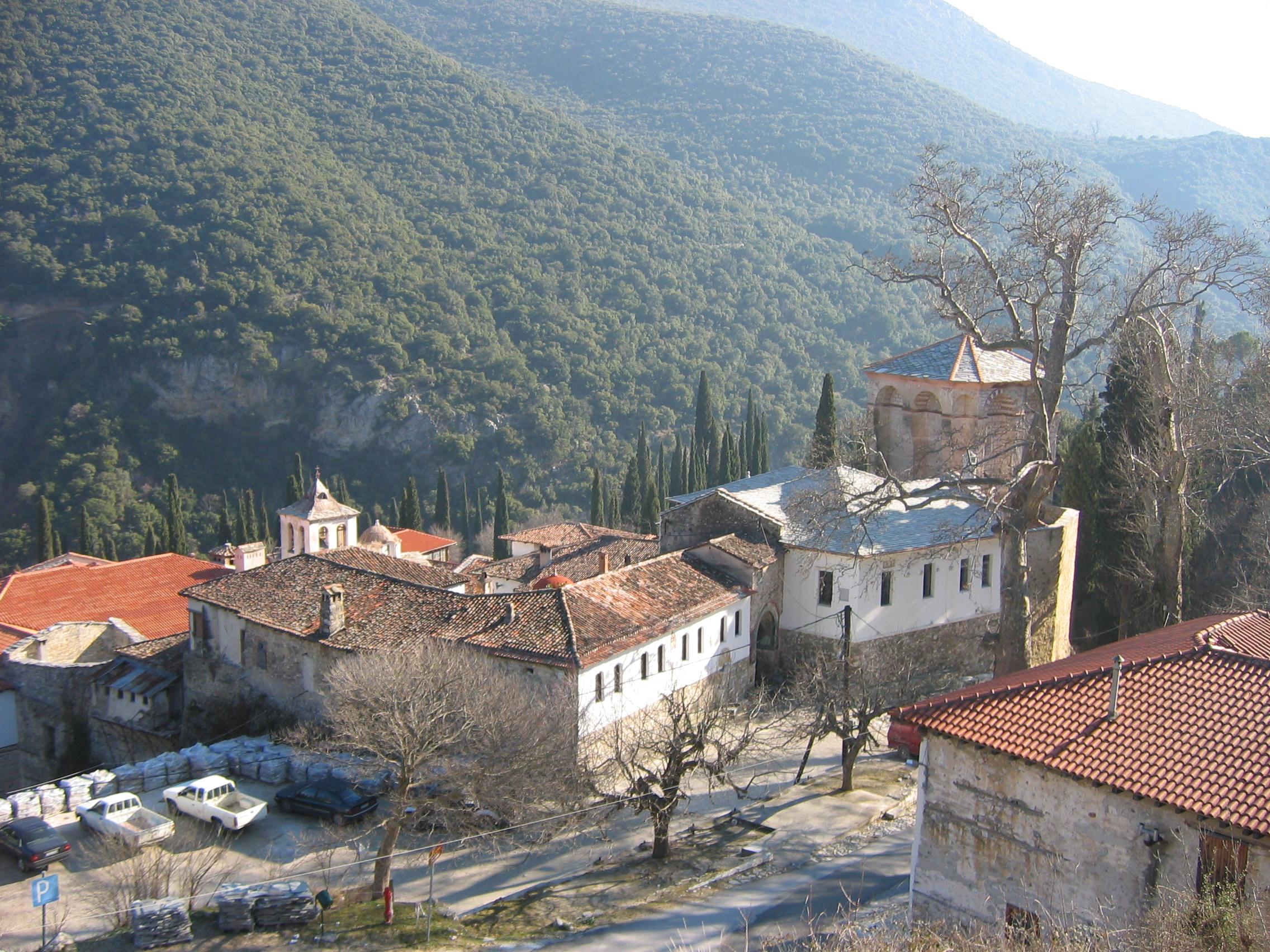
Il monastero di San Giovanni Battista, presso Serres.

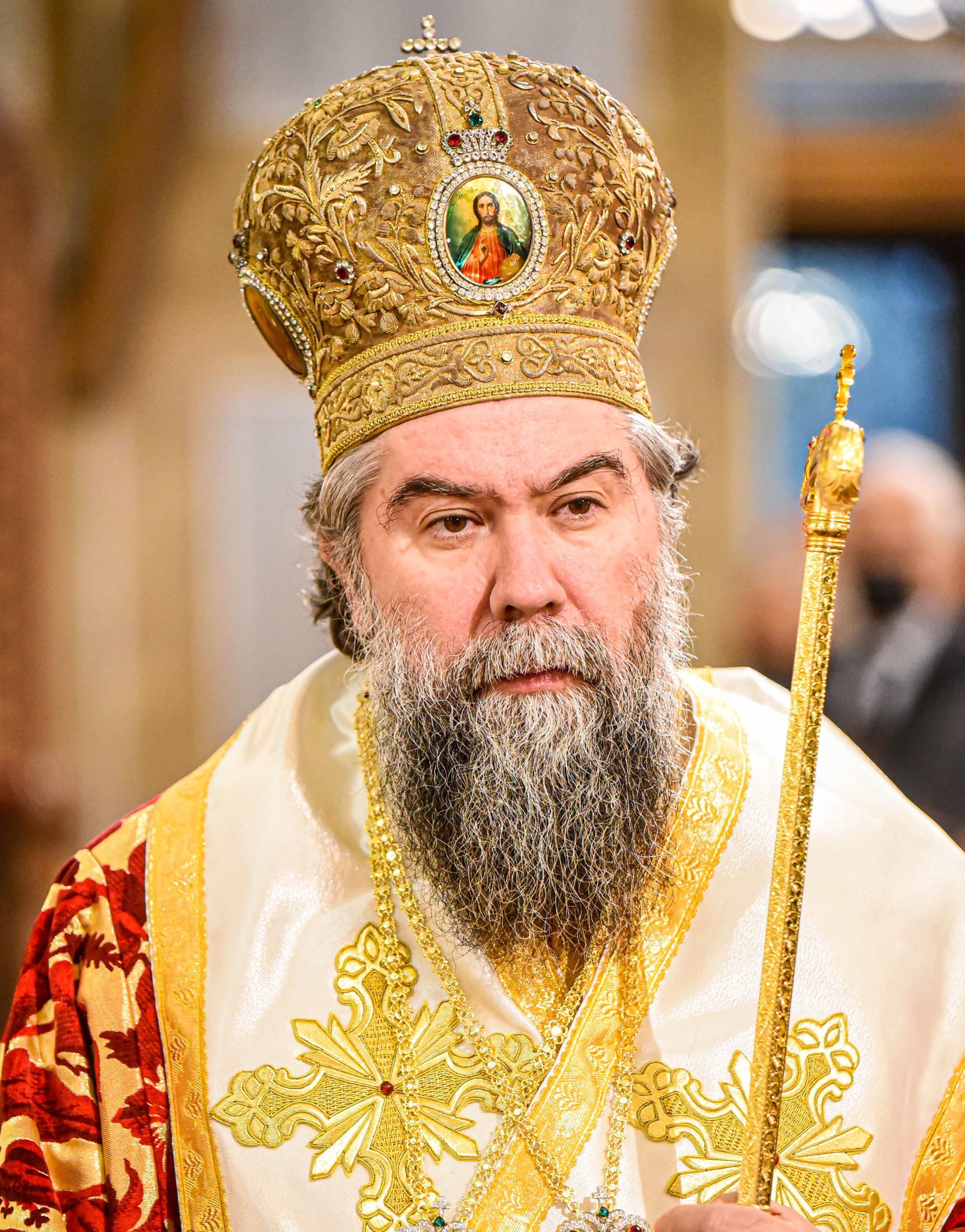
Teologos Apostolidis, metropolita di Serres e Nigrita dal 16 maggio 2003.

La metropolia di Serres e Nigrita (in greco: Ιερά Μητρόπολις Σερρών και Νιγρίτης; Ierá Mitrópolīs Serron kai Nigritis) è una diocesi del patriarcato ecumenico di Costantinopoli, pastoralmente affidata alla Chiesa di Grecia, con sede a Serres, nella Macedonia Centrale, dove si trova la cattedrale metropolitana dei Santi Tassiarchi.
Dal 16 maggio 2003 il metropolita è Teologo Apostolidis.

## Territorio
La metropolia si trova nella Macedonia Centrale e comprende parte dell'unità periferica di Serres e una porzione minore di quella di Salonicco.
Sede del metropolita è la città di Serres, dove si trova la cattedrale metropolitana dei Santi Tassiarchi, ossia degli arcangeli Michele e Gabriele.
La metropolia comprende 118 chiese parrocchiali e 6 monasteri.
Dal punto di vista canonico, la metropolia fa parte del patriarcato ecumenico di Costantinopoli. Tuttavia, trovandosi in territorio greco, la gestione pastorale è affidata alle cure dell'arcivescovo di Atene e della Chiesa di Grecia.

## Storia
La fondazione di una comunità cristiana a Serres è presumibilmente riconducibile agli inizi della predicazione evangelica in Macedonia. Testimonianze archeologiche attestato che già nel II secolo e poi ancora nel III secolo esistevano cristiani a Serres.
La diocesi di Serres, antica sede risalente alla prima epoca bizantina, è attestata a metà del V secolo con il vescovo Massimiano, presente al concilio di Efeso del 449 e a quello di Calcedonia del 451. La sede, inizialmente suffraganea della metropolia di Tessalonica, verso il IX secolo fu elevata al rango di arcidiocesi autocefala, ossia dipendente direttamente dal patriarca di Costantinopoli, come attesta la Notitia Episcopatuum degli inizi del X secolo. Verso la fine dello stesso secolo. Serres fu elevata al rango di sede metropolitana; il primo metropolita conosciuto è Leonzio, che prese parte al sinodo convocato dal patriarca Sisinio II il 21 febbraio 997 a Costantinopoli. Sono note diocesi suffraganee di Serres solo nel XIV secolo, tra queste Ezeba, Melenikos e Zichni.
Dopo il 1204, in seguito alla quarta crociata, Serres divenne sede di un arcivescovo di rito latino. L'unico prelato conosciuto è Arnolfo, trasferito dalla sede di Termopile.
Durante la dominazione serba sulla Macedonia, Serres fu sottomessa al patriarcato di Peć, dal 1345 al 1371; di questo periodo sono noti due metropoliti serbi, Giacomo e Saba.
Il 6 novembre 1924 il Santo Sinodo del patriarcato di Costantinopoli decise l'erezione della metropolia di Nigrita, con territorio separato da quello di Serres, per dare ospitalità ai fedeli greci che erano stati trasferiti dalla Turchia. Questa metropolia fu soppressa nel 1935 e il suo territorio reintegrato in quella di Serres. Da questo momento la metroplia di Serres ha assunto il doppio nome di "Serres e Nigrita".

## Cronotassi
- Massimiano † (prima del 449 - dopo il 451)[6]
- Preiettizio † (VI secolo ?)[11]
- Teodoro Leonzio ? † (VII secolo)[12]
- Giorgio † (IX secolo)[13]
- Leonzio † (menzionato nel 997)[9]
- Costantino † (X/XI secolo)[14]
- Gregorio † (XI secolo)[15]
- Teodoro † (XI secolo)[16]
- Anonimo † (menzionato nel 1019)[17]
- Giovanni † (menzionato nel 1029)[18]
- Stefano † (menzionato nel 1071)[19]
- Giovanni † (XII secolo)[20]
- Teodoro † (menzionato nel 1166)[21]
- Giovanni † (prima del 1191 - dopo il 1192)[22]
- Leone † (circa 1276 - 1299)[23]
- Nicola † (1315 - 1318/19)[24]
- Ignazio † (menzionato nel 1320/21)[25]
- Nifone † (prima del 1327)[26]
- Macario † (1327 - 1347)[27]
- Giacomo † (circa 1348 - 1360)[28]
- Matteo † (1377 - 1409)[29]
- Ignazio † (XV secolo)[30]
- Metrofane † (XV secolo)[31]
- Filippo † (menzionato nel 1430 ?)[32]
  - Macario † (1447)[33]
- Gennadio Scholarios † (1462 - 1466)
- Germano † (circa 1466 - 1467)
- Filippo † (menzionato nel 1467)
- Doroteo † (menzionato nel 1474 e 1475)
- Manasse † (1486 - 1491 eletto patriarca di Costantinopoli)
- Callisto † (1491 - 1499)
- Matteo † (1499)
- Gennadio † (prima del 1509 - 1540)
- Arsenio † (1541 - 1564)
- Procopio † (menzionato nel 1572)
- Daniele † (menzionato nel 1573)
- Neofito † (1574 - 1575)
- Anania † (1583 - 1590)
- Teodolo † (menzionato nel 1593)
- Arsenio † (prima del 1600)
- Ioasaf † (1600 - 1602)
- Teofane Floras † (1602 - 1605)
- Ioasaf † (1605 - marzo 1606 deposto) (per la seconda volta)
- Teofane Floras † (1606 - 1613) (per la seconda volta)
- Damasceno † (1613/14 - 1616 deceduto)
- Timoteo  † (luglio 1616 - 1625)
- Achille † (1625 - luglio 1628 deceduto)
- Daniele † (18 luglio 1628 - 1638)
- Galaktion † (1638 - 1639)
- Cirillo † (1639 - ?)
- Daniele † (prima di dicembre 1646 - 1651 deceduto)
- Cirillo † (dicembre 1651 - 1676) (per la seconda volta)
- Nettario † (1676 - 1677)
- Antimo † (1678 - ?)
- Gregorio † (1690 - ?)
- Natanaele † (tra XVII e XVIII secolo)
- Antimo † (prima di ottobre 1702 - 1706)
- Stefano † (1706 - 1728)
- Partenio † (1728 - 1735)
- Gabriele † (1735 - gennaio 1745 eletto metropolita di Nicomedia)
- Gioannizzo † (gennaio 1745 - 25 marzo 1761 eletto metropolita di Calcedonia)
- Melezio † (27 marzo 1761 - dopo novembre 1768 deceduto)
- Agapio  † (1768 - 1778)
- Antimo † (1778 - 1779)
- Matteo † (1779 - 1791 eletto metropolita di Tirnovo)
- Costanzo † (dicembre 1791 - 13 luglio 1811 eletto metropolita di Cizico)
- Crisante † (13 luglio 1811 - 9 settembre 1824 eletto patriarca di Costantinopoli)
- Porfirio Fotiadis † (luglio 1824 - giugno 1829 eletto metropolita di Mitilene)
- Antimo † (novembre 1829 - giugno 1833 eletto metropolita di Prusa)[34]
- Gregorio † (giugno 1833 - 27 settembre 1835 eletto patriarca di Costantinopoli)
- Atanasio † (agosto 1838 - 26 giugno 1846 eletto metropolita di Tirnovo)
- Giacomo Nicolao † (giugno 1846 - 11 ottobre 1860 eletto metropolita di Cizico)[35]
- Nicodemo Kostantinidis † (11 ottobre 1860 - 25 maggio 1861 eletto metropolita di Cizico)
- Melezio Teofilidis † (25 maggio 1861 - 18 febbraio 1867 deceduto)
- Neofito Petridis † (3 marzo 1867 - 7 agosto 1875 eletto metropolita di Larissa)
- Filoteo Vryennios † (31 agosto 1875 - 24 agosto 1877 eletto metropolita di Nicomedia)
- Gregorio Paulides † (24 agosto 1877 - 27 gennaio 1879 eletto metropolita di Eraclea)
- Natanaele Papanikas † (4 febbraio 1879 - 27 gennaio 1886 eletto metropolita di Prusa)
- Luca Petridis † (2 febbraio 1886 - 15 ottobre 1888 eletto metropolita di Eno)
- Costantino Bafeidis † (18 ottobre 1888 - 1º febbraio 1892 eletto metropolita di Nicopoli)
- Gregorio Zervoudakis † (1º febbraio 1892 - 12 maggio 1909 eletto metropolita di Cizico)[34]
- Atanasio Piperas † (17 maggio 1909 - 16 agosto 1909 deceduto)
- Apostolo Christodoulou † (26 agosto 1909 - 14 gennaio 1917 deceduto)
- Cristoforo Knitis † (9 ottobre 1918 - 9 febbraio 1924 eletto metropolita d'Australia)
- Costantino Mengrelis † (9 febbraio 1924 - 11 gennaio 1961 dimesso)
- Costantino Kardamenis † (16 novembre 1965 - 4 aprile 1984 deceduto)
- Massimo Xidas † (2 maggio 1984 - 5 marzo 2003 deceduto)
- Teologo Apostolidis, dal 16 maggio 2003